# À la place du cœur
À la place du cœur és una pel·lícula francesa dirigida per Robert Guédiguian el 1998. Està basada lliurement en El blues de Beale Street de James Baldwin.

## Argument
L'escenari, l'únic possible: Marsella. La història, la d'un barri marginal en la qual conviuen gents de totes les races i creences. En aquests carrers es desenvolupa la història d'amor d'una jove parella, Clim, de 16 anys, i Bébé, de 18 anys, que veu trencats els seus somnis quan ell és detingut i acusat d'una violació que no ha comès. El fet de ser de color, adoptat i trobar-se en l'atur no ajuda massa a la seva credibilitat. Ella es queda embarassada. L'única ajuda és l'amor, la comprensió i la generositat de tots els que els envolten.

## Repartiment
- Ariane Ascaride : Marianne Patché
- Christine Brücher : Francine Lopez
- Jean-Pierre Darroussin : Joël Patché
- Gérard Meylan : Franck Lopez
- Alexandre Ogou : François 'Bebe' Lopez
- Laure Raoust : Clémentine 'Clim' Patché
- Véronique Balme : Sophie Patché
- Pierre Banderet : Monsieur d'Assas
- Patrick Bonnel : Jaime
- Djamal Bouanane : Khalil
- Jacques Boudet : Monsieur Lévy
- Guillaume Cantillon : Daniel Corti
- Jean-Jérôme Esposito : Le Gringalet
- Mariusz Grygielewicz : Piet Radic
- Aurore Mensah : Blondine
- Beata Nilska : Madame Radic
- Laetitia Pesenti : L'institutriu

## Premis
Premi especial del jurat Festival Internacional de Cinema de Sant Sebastià 1998.